# Musée d'Art japonais Yamato Bunkakan

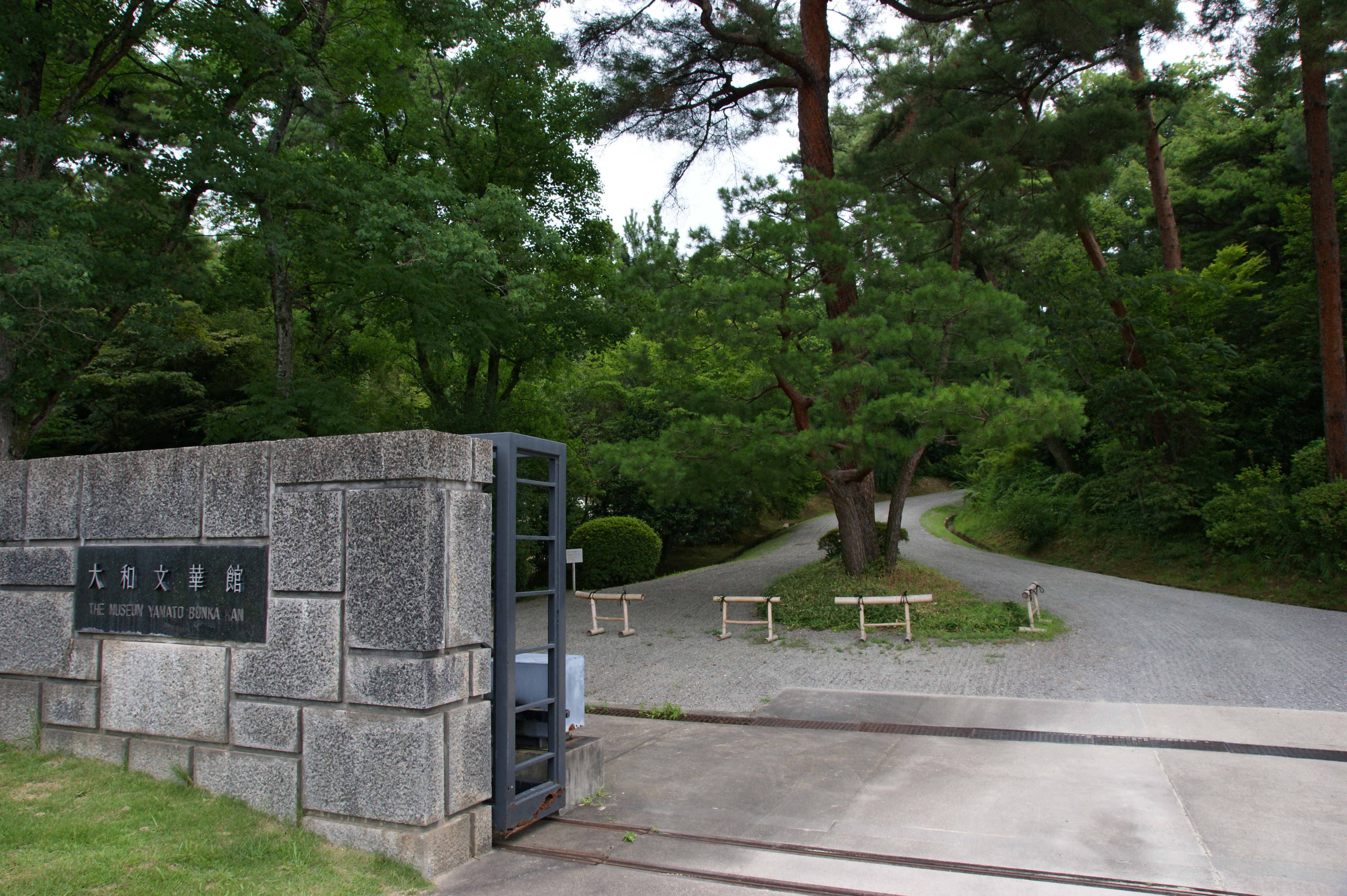
Entrée du musée Yamato Bunkakan

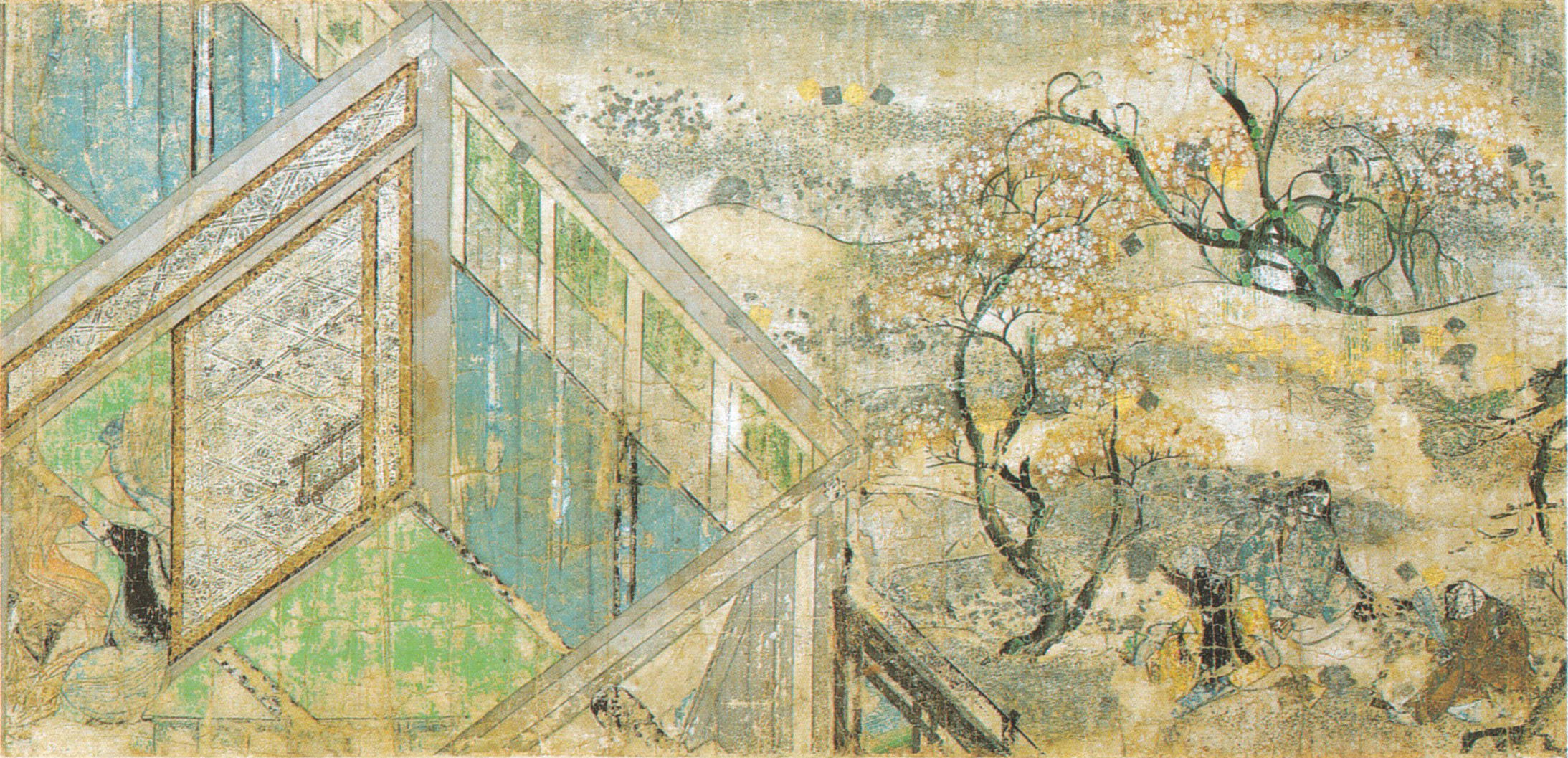
Une maison, des arbres en fleurs et des personnages.

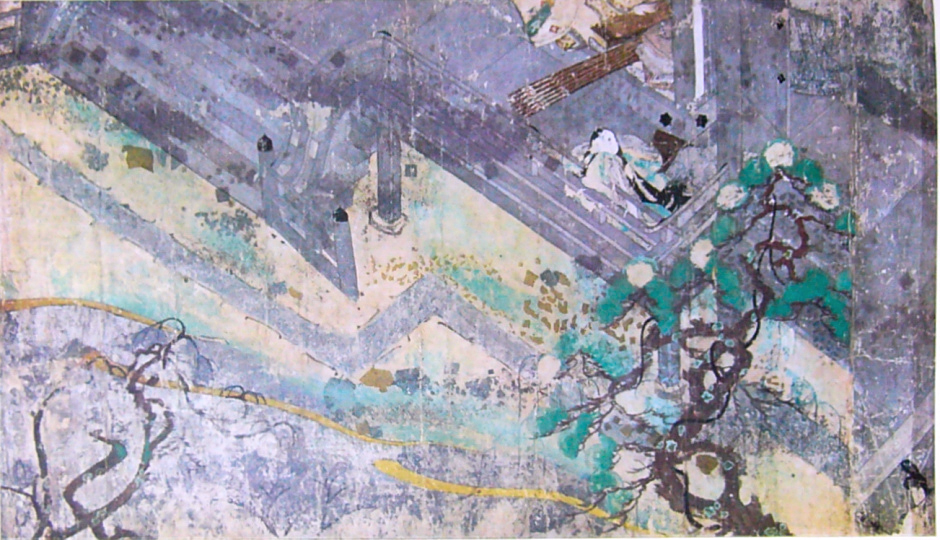
Partie d'une maison et d'un jardin.

Le Musée d'art japonais Yamato Bunkakan (大和文華館, Yamato bunkakan) établi à Nara en 1960 est un musée d'art asiatique destiné à préserver et exposer la collection privée de Kintetsu Corporation (appelé Kinki Nippon Railway Co., Ltd. jusqu'au 27 juin 2003).

## Collection
Ce musée d'art asiatique détient plus de vingt mille objets, sculptures, céramiques, laques, peintures, gravures, textiles et calligraphie exposés selon une programmation d'expositions temporaires. Le directeur à l'époque de l'ouverture du musée en 1960 est l'historien d'art Yukio Yashiro.

### Trésors nationaux
Deux scènes du Nezame monogatari emaki (紙本著色寝覚物語絵巻, shihon choshoku nezame monogatari emaki) que possède la collection sont répertoriées Trésors nationaux du Japon.

## Sources
- Danilov, Victor J. (1992). A Planning Guide for Corporate Museums, Galleries, and Visitor Centers. New York: Greenwood Press.  (ISBN 0-313-27657-9 et 978-0-313-27657-6); OCLC 24212293
- Martin, John H, and Phyllis G Martin. (1993). Nara: a Cultural Guide to Japan's Ancient Capital. Tokyo: Charles E. Tuttle.  (ISBN 0-804-81914-9 et 978-0-804-81914-5); OCLC 30370751

- (en) Cet article est partiellement ou en totalité issu de l’article de Wikipédia en anglais intitulé « Museum of Japanese Art » (voir la liste des auteurs).